# Mahniči
Mahniči este o localitate din comuna Sežana, Slovenia, cu o populație de 12 locuitori.